# Antonio Franja
Antonio Franja (Zagabria, 8 giugno 1978) è un ex calciatore croato, di ruolo ala.

## Palmarès

### Competizioni nazionali
- Campionato croato: 1

NK Zagabria: 2001-2002